# Волоськи (Вілейський район)
Волоськи (біл. вёска Валоські) — село в складі Вілейського району Мінської області, Білорусь. Село підпорядковане Костеневицькій сільській раді, розташоване в північній частині області.

## Історія
З 1793 після другого розділу Речі Посполитої Волоськи, як і вся Вілейщина, входила до складу Російської імперії, був утворений Вілейський повіт у складі спочатку Мінської губернії, а з 1843 - Віленської губернії.
У 1921–1945 роках маєток знаходилось у Польщі, у Вільнюськім воєводстві, Вілейського повіту, у гміні Костеневичі.

## Населення
- 1921 рік — 80 людини, 15 будинків[1]
- 1931 рік — 104 людини, 17 будинків[2].